# Sigur Rós
Sigur Rós (pol. róża zwycięstwa; ['sɪːɣʏr rouːs]ⓘ) – islandzki zespół założony w 1994 w Reykjavíku, grający muzykę rockową w szerokim pojęciu tego słowa. Zespół znany jest z wyróżniającego się, falsetowego głosu wokalisty oraz gry smyczkiem na gitarze elektrycznej.

## Historia

### Von(1997) iVon brigði(1998)
Grupa została założona w sierpniu 1994 roku w Reykjavíku, stolicy Islandii, przez Jóna Þór Birgissona (gitara i wokal), Georga Hólma (gitara basowa) i Ágústa Ævara Gunnarssona (perkusja). Nazwa Sigur Rós (pol. róża zwycięstwa) stanowi grę słów, ponieważ nie jest to forma gramatycznie poprawna. Pochodzi ona od imienia siostry jednego z członków zespołu, Sigurrós, która obchodzi urodziny tego samego dnia, w którym powstał zespół. Niedługo potem zespół podpisał kontrakt z lokalną wytwórnią Smekkleysa, w której wydali swój pierwszy album Von (pol. nadzieja) w 1997 oraz, rok później, kolekcję remiksów Von brigði. Nazwa drugiego albumu także jest grą słów: vonbrigði oznacza po islandzku rozczarowanie, a von brigði można przetłumaczyć jako zmianę nadziei lub wariacje nt. nadziei. W 1998 do zespołu dołączył Kjartan Sveinsson, grający na keyboardzie. Jest on jedynym członkiem grupy legitymującym się formalnym wykształceniem muzycznym.

### Ágætis byrjun(1999)
Wydany w 1999 roku album Ágætis byrjun (pol. dobry początek) odniósł sukces przynosząc zespołowi międzynarodową sławę. W Islandii osiągnęła status platynowej płyty. Popularność Sigur Rós wzrosła, a sam zespół grał m.in. z Radiohead. Utwory zespołu pojawiały się w ścieżce dźwiękowej filmów i seriali telewizyjnych, takich jak "Vanilla Sky" (Ágætis byrjun, Svefn-g-englar oraz wówczas jeszcze niewydany Njósnavélin), "24 godziny" (Ný batterí) oraz "CSI" i "V" (w obu Svefn-g-englar).
Po sukcesie płyty pierwszy perkusista zespołu Ágúst Ævar Gunnarsson odszedł z zespołu, by zająć się grafiką. Zastąpił go Orri Páll Dýrason.

### ( )(2002)
W 2002 roku światło dzienne ujrzał album ( ). Początkowo wszystkie utwory były niezatytułowane, jednak później zespół udostępnił na swojej stronie internetowej ich tytuły. Utwory z ( ) zaśpiewane są w sztucznym języku Vonlenska (pol. język nadziei).
W październiku 2003 roku Sigur Rós podjął współpracę z Radiohead celem zrealizowania ścieżki dźwiękowej do baletu Merce'a Cunninghama, Split Sides. W marcu 2004 roku zespół wydał EP Ba Ba Ti Ki Di Do zawierające trzy skomponowane w tym celu utwory.
W październiku 2004 roku w Wielkiej Brytanii oraz Stanach Zjednoczonych pojawiła się reedycja Von.

### Takk…(2005)
We wrześniu 2005 roku ukazała się płyta Takk... (pol. dziękuję). Singel Hoppípolla z tegoż albumu został użyty m.in. jako tło zwiastunów serii programów popularnonaukowych BBC, Planet Earth.
W kolejnym roku (7 lipca 2006) odbył się pierwszy występ zespołu w Polsce na festiwalu muzycznym Heineken Open'er Festival w Gdyni.

### Með suð í eyrum við spilum endalaust(2008)
Piąty album formacji Með suð í eyrum við spilum endalaust (pol. z brzęczeniem w uszach gramy bez końca) pojawił się na rynku w czerwcu 2008 roku.
W tym samym roku, 20 sierpnia, Sigur Rós po raz drugi zawitał do Polski, dając koncert w amfiteatrze w warszawskim parku Sowińskiego

### Valtari(2012)
Szósta płyta zespołu Valtari (pol. walec) ukazała się w maju 2012 roku. Sigur Rós ponownie przyjechał do Polski, aby dać dwa koncerty na festiwalu Sacrum Profanum.

### Kveikur(2013)
Premiera siódmego albumu o tytule Kveikur (pol. knot) miała miejsce w czerwcu 2013 roku. Jest to pierwszy album, który został zrealizowany bez Kjartana Sveinssona. W 2016 roku zespół po raz kolejny wystąpił w Polsce, na festiwalu Open'er Festival w Gdyni.

## Muzycy

### Obecny skład zespołu
- Jón Þór Birgisson – wokal, gitara elektryczna, instrumenty klawiszowe, harmonijka ustna, banjo, gitara basowa (1994–obecnie)
- Georg Hólm – gitara basowa, dzwonki, wokal wspierający (1994–obecnie)
- Kjartan Sveinsson – syntezator, instrumenty klawiszowe, instrumenty dęte, perkusja, gitara elektryczna, wokal wspierający (1998-2013, 2022-obecnie)

### Byli członkowie zespołu
- Ágúst Ævar Gunnarsson – perkusja (1994-1999)
- Orri Páll Dýrason – perkusja, instrumenty klawiszowe (1999-2018)

## Dyskografia
- Von (1997)
- Ágætis byrjun (1999)
- ( ) (2002)
- Takk... (2005)
- Með suð í eyrum við spilum endalaust (2008)
- Valtari (2012)
- Kveikur (2013)
- Átta (2023)